# هرند (مجارستان)
هرند (به مجاری:  Herend) یک منطقهٔ مسکونی در مجارستان است که در ناحیه وسپرم واقع شده‌است. هرند ۱۹٫۵۳ کیلومتر مربع مساحت و ۳٬۳۸۴ نفر جمعیت دارد.

## خواهرخوانده
شهرهای مارکت‌لویتن و Siculeni خواهرخوانده‌های هرند (مجارستان) هستند.